# La hija
La hija és una pel·lícula espanyola de 2021 dirigida per Manuel Martín Cuenca i protagonitzada per Javier Gutiérrez, Patricia López Arnaiz i la debutant actriu Irene Virgüez.

## Sinopsi
Irene té quinze anys i viu en un centre per a menors infractors. S'acaba de quedar embarassada i està decidida a canviar de vida gràcies a Javier, un dels educadors del centre. Javier li ofereix viure amb ell i la seva dona Adela a la casa que tenen en un paratge aïllat i agrest de la serra perquè pugui portar a bon terme el seu embaràs. L'única condició a canvi és que accepti lliurar-los al bebè que porta en les seves entranyes. Aquest feble pacte pot veure's compromès quan Irene comenci a sentir com a seva aquesta vida que porta en el seu interior.

## Repartiment
- Javier Gutiérrez com Javier
- Patricia López Arnaiz com Adela
- Irene Virgüez com Irene
- Sofian El Ben com Osman
- Juan Carlos Villanueva com Miguel
- María Morales com Silvia

## Producció
El rodatge de la pel·lícula va començar al novembre de 2019 i va haver de paralitzar-se el mes març de 2020, en la penúltima setmana de rodatge, a conseqüència de l'estat d'alarma per la pandèmia de COVID-19. Un equip reduït va tornar a la província de Jaén per a rodar les últimes seqüències des del 25 de maig fins al 2 de juny del mateix any. El juliol de 2021 es va llançar el tràiler de la pel·lícula i el 22 de setembre es va presentar en la secció oficial però fora de concurs del Festival Internacional de Cinema de Sant Sebastià, mentre que l'estreno en sales va ser el 16 de novembre de 2021. Prèviament s'havia exhibit a la 46a edició del Festival Internacional de Cinema de Toronto (TIFF) el 13 de setembre de 2021.
La banda sonora de la pel·lícula la compon Vetusta Morla, amb la cançó original «Reina de las trincheras».

## Recepció
Janire Zurbano de Cinemanía va donar a la pel·lícula 3 de 5 estrelles, tenint en compte que, tot i que no tenia el ritme i els girs argumentals d'altres pel·lícules de Martín Cuenca com ara Caníbal i El autor, la posada en escena gairebé teatral i la potència visual dels paisatges posen tensió i pressió als espectadors; arraconant-los per identificar-se amb els protagonistes.
Beatriz Martínez de Fotogramas va donar a la pel·lícula 5 sobre 5 estrelles, considerant-la una obra mestra del cinema espanyol contemporani, una pel·lícula "tan impactant com memorable, com una faula macabra".
Raquel Hernández Luján de HobbyConsolas ha donat a la pel·lícula 60 punts sobre 100, considerant que —tot i elogiar l'exquisida fotografia, la composició dels plans, la partitura i les interpretacions dels adults— era una "pel·lícula lenta, previsible i avorrida" i que l'actuació de l'actriu infantil era inferior.
Quim Casas d' El Periódico de Catalunya ha donat a la pel·lícula 3 estrelles sobre 5, considerant que la realització "elegant i austera" juga bé amb l'escenari i el nombre reduït de personatges.

## Premis i nominacions
| Any  | Premi                 | Categoria                        | Nominat                                   | Resultat  | Ref           |
| ---- | --------------------- | -------------------------------- | ----------------------------------------- | --------- | ------------- |
| 2021 | 34ns Premis ASECAN    | Millor pel·lícula                | Millor pel·lícula                         | Guanyador | [ 12 ]        |
| 2021 | 34ns Premis ASECAN    | Millor Director                  | Manuel Martín Cuenca                      | Guanyador | [ 12 ]        |
| 2021 | 34ns Premis ASECAN    | Millor guió                      | Manuel Martín Cuenca, Alejandro Hernández | Guanyador | [ 12 ]        |
| 2022 | IX Premis Feroz       | Millor música original           | Vetusta Morla                             | Nominat   | [ 13 ]        |
| 2022 | I Premis Carmen       | Millor pel·lícula de ficció      | La Loma Blanca PC                         | Guanyador | [ 14 ] [ 15 ] |
| 2022 | I Premis Carmen       | Millor direcció                  | Manuel Martín Cuenca                      | Guanyador | [ 14 ] [ 15 ] |
| 2022 | I Premis Carmen       | Millor guió                      | Alejandro Hernández, Manuel Martín Cuenca | Guanyador | [ 14 ] [ 15 ] |
| 2022 | I Premis Carmen       | Millor supervisió de producció   | Ernesto Chao                              | Nominat   | [ 14 ] [ 15 ] |
| 2022 | I Premis Carmen       | Millor perruqueria i maquillatge | Yolanda Piña                              | Guanyador | [ 14 ] [ 15 ] |
| 2022 | I Premis Carmen       | Millor actor secundari           | Juan Carlos Villanueva                    | Nominat   | [ 14 ] [ 15 ] |
| 2022 | 77ns Medalles del CEC | Millor Director                  | Manuel Martín Cuenca                      | Nominat   | [ 16 ]        |
| 2022 | 77ns Medalles del CEC | Millor Actor                     | Javier Gutiérrez                          | Nominat   | [ 16 ]        |
| 2022 | XXXVI Premis Goya     | Millor Director                  | Manuel Martín Cuenca                      | Nominat   | [ 17 ]        |
| 2022 | XXXVI Premis Goya     | Millor Actor                     | Javier Gutiérrez                          | Nominat   | [ 17 ]        |